# Blanzat
Blanzat – miejscowość i gmina we Francji, w regionie Owernia-Rodan-Alpy, w departamencie Puy-de-Dôme.
Według danych na rok 1990 gminę zamieszkiwały 3522 osoby, a gęstość zaludnienia wynosiła 506 osób/km² (wśród 1310 gmin Owernii Blanzat plasuje się na 55. miejscu pod względem liczby ludności, natomiast pod względem powierzchni na miejscu 924.).